# Beaulieu (Minnesota)
Beaulieu es un lugar designado por el censo ubicado en el condado de Mahnomen en el estado estadounidense de Minnesota. En el Censo de 2010 tenía una población de 48 habitantes y una densidad poblacional de 4,76 personas por km².

## Geografía
Beaulieu se encuentra ubicado en las coordenadas 47°20′7″N 95°48′59″O / 47.33528, -95.81639. Según la Oficina del Censo de los Estados Unidos, Beaulieu tiene una superficie total de 10.09 km², de la cual 10.01 km² corresponden a tierra firme y (0.72%) 0.07 km² es agua.

## Demografía
Según el censo de 2010, había 48 personas residiendo en Beaulieu. La densidad de población era de 4,76 hab./km². De los 48 habitantes, Beaulieu estaba compuesto por el 54.17% blancos, el 0% eran afroamericanos, el 25% eran amerindios, el 0% eran asiáticos, el 0% eran isleños del Pacífico, el 0% eran de otras razas y el 20.83% pertenecían a dos o más razas. Del total de la población el 6.25% eran hispanos o latinos de cualquier raza.